# Свети Никола (Щитари)
„Свети Никола“ (на сръбски: Црква Св. Николе), известна като Николяча (Никољача), е православна църква в новопазарското село Щитари, Сърбия. Част е от Рашко-Призренската епархия на Сръбската православна църква. Църквата е обявена за паметник на културата.

## История
Църквата е построена в 40-те години на XVII век.

## Архитектура
Църквата е гробищен храм. Архитектурно е сходна със „Свети Димитър“ в Янча. Представлява еднокорабна сграда с двойки пиластри разделена на три части - западната тясна, вероятно е имал функцията на притвор, централният почти квадратен първоначално е служил за наос, а източният е олтарно пространство, което запазва ширината на кораба и отвън и отвътре е решен седмостранно. Наосът е засводен с полукръгъл свод, а притворът и олтарното простраснство са затворени с полукалоти. Началото на свода е отбелязано с профилиран каменен венец. На свода се появяват и прозоречни отвори с различни размери и форми. Западната фасада се характеризира с поредица от дълбоки аркади върху богато профилирани конзоли.
Фрагменти от стенописи са запазени само в олтарното пространство - в зоната на стоящите фигури и стилово се доближават до стенописите от църквата „Св. св. Петър и Павел“ в Тутин. Единствената запазена част от оригиналния иконостас са царските двери. В 1902 година видният дебърски майстор Аврам Дичов прави нов иконостас на църквата и през април 1902 године се подписва „зограф Аврам Дичић са синовима Деберлија“. Техен е и надпрестолният кръст с приложнически надпис.
В 1968 и 1971 година са извършени консервационни и реставрационни работи по архитектурата и стенописите.